# 托纳拉
托纳拉（義大利語：Tonara），是意大利撒丁大区努奥罗省的一个市镇。总面积52.12平方公里，人口2187人，人口密度42.0人/平方公里（2009年）。ISTAT代码为091093。